# Chojniki (obwód brzeski)
Chojniki (biał. Хойнікі; ros. Хойники) – wieś na Białorusi, w obwodzie brzeskim, w rejonie bereskim, w sielsowiecie Malecz, przy drodze republikańskiej P101.
Dawniej wieś i majątek ziemski. W dwudziestoleciu międzywojennym leżały w Polsce, w województwie poleskim, w powiecie prużańskim.